# Metaloid
Împreună cu metalele și nemetalele, metaloizii (în greacă metallon = metal și eidos = fel - numite și semimetale) formează una dintre cele trei categorii de elemente chimice clasificate după proprietățile de ionizare și legare. Au caracteristici între cele ale metalelor și cele ale nemetalelor. Nu există o cale de a distinge un metaloid de un metal adevărat, dar majoritatea metaloizilor sunt semiconductori și nu conductori.
Metaloidul este un element (chimic) rău conducător de căldură și de electricitate, lipsit de luciu metalic și de ductilitate; nemetal.
Metaloizii cunoscuți sunt:
- Bor (B)
- Siliciu (Si)
- Germaniu (Ge)
- Arsen (As)
- Stibiu (Sb)
- Telur (Te)
- Poloniu (Po)

Elementele noi care ar trebui să fie metaloizi sunt:;
- Livermoriu (Lv)
- Tennessine (Ts)

În tabelul periodic, metaloizii apar de-a lungul diagonalei de la bor la poloniu. Elementele din partea dreaptă sunt nemetale; elementele din partea stângă sunt metale.
Comportamentul semi-metalic nu este caractertistic doar pentru metaloizi, ci se regăsește și la aliaje și compuși.
O definiție a comportamentului semi-metalic ar fi că banda de conductivitate și banda electronilor de valență se suprapun. Aceasta este adevărat și pentru metale, dar semimetalele au o conductibilitate electrică mai mică.